# Doina (geslacht)
Doina is een geslacht van vlinders van de familie sikkelmotten (Oecophoridae), uit de onderfamilie Depressariinae.

## Soorten
- D. annulata Clarke, 1978
- D. asperula Clarke, 1978
- D. eremnogramma Clarke, 1978
- D. flinti Clarke, 1978
- D. glebula Clarke, 1978
- D. inconspicua Clarke, 1978
- D. lagneia Clarke, 1978
- D. paralagneia Clarke, 1978
- D. phaeobregma Clarke, 1978
- D. subicula Clarke, 1978
- D. trachycantha Clarke, 1978
- D. truncata Clarke, 1978